# Π 3,14
π 3,14 è il quinto album studio dei Rockets, pubblicato nel 1981.

## Tracce
1. Radiate – 4:38
2. Imagine E.S.P. – 4:59
3. Ziga Ziga 999 – 4:02
4. Hypnotic Reality – 3:50
5. Ideomatic – 4:19
6. Video-Addict – 5:05
7. Astro-Storm – 5:22
8. King of the Universe – 4:05

## Formazione
- Christian Le Bartz - voce
- 'Little' Gérard L'Her - voce e basso
- Alain Maratrat - chitarra, tastiere e voce
- Alain Groetzinger - batteria elettronica
- Fabrice Quagliotti - tastiere